# 大胸斧魚
大胸斧魚又名大胸斧脂鯉（学名：Thoracocharax securis），又名大胸斧脂鯉，為輻鰭魚綱脂鯉目胸斧脂鯉科的其中一種，分布於南美洲亞馬遜河流域，體長可達6.8公分，人工圈養下體長可到更大，體長約 9 公分，棲息在中底層水域，成小群活動，生活習性不明，可作為觀賞魚，飼養時須加蓋。